# Émile-Frédéric-Maurice Chevé
Pour les articles homonymes, voir Chevé.
Émile-Frédéric-Maurice Chevé est un poète français, né le 28 août 1829 à Nantes et mort le 11 février 1897 dans le 5e arrondissement de Paris.

## Éléments biographiques
Émile Chevé était le neveu de Émile-Joseph-Maurice Chevé (1804-1864), médecin et théoricien de la musique, l'un des fondateurs de l'école musicale Galin-Paris-Chevé, et de Fanny Chevé, née Fanny Simon.
Son recueil Virilités déclenche l'enthousiasme du critique littéraire Alcide Bonneau qui écrit : « Il nous fait entendre une note peu commune encore en poésie, mais qui le deviendra davantage à mesure que s'écrouleront les religions, les superstitions, les fétiches. »
Il est inhumé au cimetière du Père-Lachaise (56e division).

## Œuvres
- Virilités, poésies, Paris, Alphonse Lemerre, 1882, 170 p.
- Les Océans, poésies, Paris, Alphonse Lemerre, 1884, VIII-302 p.
- Chaos, poésies, Paris, Alphonse Lemerre, 1887, IV-290 p.
- Les Gouffres, la mer, le rêve, les ténèbres, la mort, Paris, Alphonse Lemerre, 1890, 204 p.
- Déchirements, poésies posthumes, Paris, Alphonse Lemerre, 1903, 142 p.